# Menderek
Menderek (persiska: مندرک) är en ort i Iran.   Den ligger i provinsen Kermanshah, i den västra delen av landet, 500 km väster om huvudstaden Teheran. Menderek ligger 1 585 meter över havet och antalet invånare är 313.
Terrängen runt Menderek är lite kuperad, och sluttar västerut. Runt Menderek är det ganska tätbefolkat, med 185 invånare per kvadratkilometer. Närmaste större samhälle är Ḩomeyl, 15,2 km sydväst om Menderek. Omgivningarna runt Menderek är i huvudsak ett öppet busklandskap.